# Bors László (vízilabdázó)
Bors László (Szolnok, 1959. január 22. – 2021. december 9.) magyar vízilabdázó. A 2021-2022-es bajnokságon 83 mérkőzésen ellenőrként vett részt. Edző és játékvezető is volt.

## Életpályája
1976 és 1978 között a Szolnoki Vízügy Dózsa, 1979 és 1990 között  BVSC, közben 1982–83-ban a Budapesti Honvéd játékosa volt. A BVSC-vel magyar bajnoki címet és kupagyőzelmet is szerzett. 
1979 és 1984 között 25 alkalommal szerepelt a válogatottban. 1981-ben Eb-bronz-, 1982-ben vb-ezüst-, 1983-ban Eb-ezüstérmet szerzett a csapattal.
Pályafutása befejezését követően edzőként dolgozott. Az Universiade-válogatott kapusait is ő edzette. Hosszú ideig a KSI szakosztályának megbecsült személyisége volt. Játékvezetőként és ellenőrként is sokat tett a magyar vízilabdáért.

## Sikerei, díjai
- a BVSC örökös tagja
- Világbajnokság
  - 2.: 1982
- Európa-bajnokság
  - 2.: 1983
  - 3.: 1981